# San Pietro a Majella Zenekonzervatórium (Nápoly)
A San Pietro a Majella di Napoli Olaszország egyik legjelentősebb zeneakadémiája a via San Pietro a Majella 35. szám alatt, Nápolyban.

## Története
Az akadémiát 1806-ban alapították négy zenei intézmény egyesítésével (S.Maria di Loreto, Pietà dei Turchini, S. Onofrio a Capuana és Poveri di Gesù Cristo), melyek már a 16. század óta főleg egyházi zene oktatásával foglalkoztak.
A legrégibb intézmény a Santa Maria di Loreto 1537 óta létezik, diákjai között találjuk többek között Francesco Durantét, Domenico Cimarosát és Nicola Porporát.
A Pietà dei Turchini és a S. Onofrio a Capuana 17. századi intézményeik. Itt tanultak többek között Francesco Provenzale, Giovanni Paisiello és Gaspare Spontini.
A Poveri di Gesù Cristót 1589-ben alapították a ferencesrendiek. Híres zenészek ebből az intézményből: Alessandro Scarlatti és Giovanni Battista Pergolesi.
A intézmények 1806-os egyesítése után Regio Collegio di Musica néven volt ismert, és a San Sebastiano kolostorban működött. 1826-ban I. (Bourbon) Ferenc nápoly–szicíliai király áthelyezte az intézményt a mai helyére, a San Pietro a Majella egykori kolostor épületébe. Ebben az intézményben tanult Gaetano Donizetti, Saverio Mercadante valamint Francesco Cilea.

## Múzeum és könyvtár
A zeneakadémia múzeumában az intézmény történelmébe, valamint a híres tanítványok életébe nyerhetünk bepillantást. Ugyanakkor jelentős a hangszer-, valamint a 16. század óta létező kézirat- és librettógyűjteménye, valamint könyvtára.

## Képzések
- Canto (ének)
- Zeneszerzés, karmesteri képzés, jazz
- Kürt, fagott, gitár, klarinét, mandolin, oboa, zongora, hegedű, cselló stb.

## Külső hivatkozások
- http://www.sanpietroamajella.it Sito Ufficiale